# Grand'Rivière

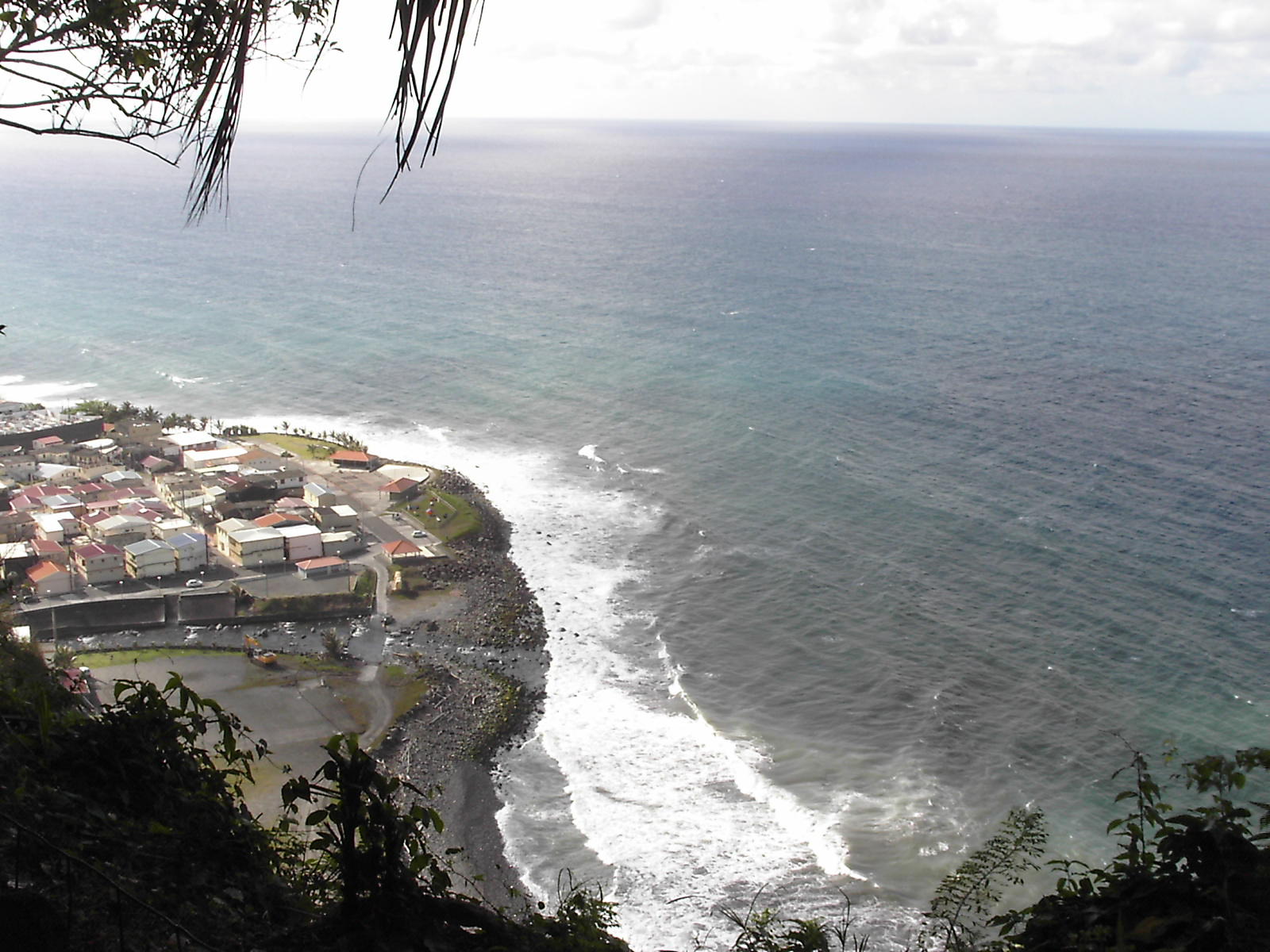
Zona de Grand'Rivière vista desde un acantilado vecino.

Grand'Rivière es una comuna situada en el extremo noreste de Martinica, a 39 km de la capital Fort-de-France. 
Consiste en un pueblo de pescadores en las laderas del monte Pelée. Con sólo 567 habitantes, es la comuna menos poblada de la isla. Tiene un área de 17 km², para una densidad de 34 hab./km². La localidad se encuentra en el costado Atlántico de la isla.